# Kronberger Kreis (evangelisch)
Der Kronberger Kreis, ursprünglich Freunde evangelischer Zusammenarbeit, war ein von 1951 bis 1976 bestehender Kreis evangelischer Führungspersönlichkeiten.
Gegründet wurde der Kreis von Eberhard Müller, dem Leiter der Evangelischen Akademie Bad Boll in Absprache mit dem hannoverschen Landesbischof, Hanns Lilje, und dem Präsidenten des Deutschen Evangelischen Kirchentages, Reinold von Thadden. Sie arbeiteten bereits in der Zeit der Weimarer Republik gemeinsam in evangelischen Organisationen wie der Deutschen Christlichen Studentenvereinigung und den Evangelischen Wochen.
Anlass für die Gründung des Kreises war das nach der Teilung Deutschlands nun ausgewogene Kräfteverhältnis zwischen der Evangelischen und der Katholischen Kirche in der Bundesrepublik Deutschland. Auf Grund der unterstellten besseren Organisation der Katholiken befürchtete Müller, dass die Protestanten ihre bisherige Vorrangstellung an die Katholiken, die schon innerhalb der regierenden CDU die Mehrheit stellten, abgeben würden. Um die Interessen der Protestanten in der Öffentlichkeit durchsetzen zu können, sollte ein kleiner Kreis von einflussreichen evangelischen Männern gegründet werden, die sich gegenseitig unterstützen, in Gedankenaustausch treten und die Anliegen des Protestantismus effektiv vertreten können.
Die Mitglieder des Kreises orientierten sich an der politischen Kultur der Vereinigten Staaten und traten für eine Westbindung Deutschlands ein. In diesem Zusammenhang veröffentlichte Müller als erstes Ergebnis der Diskussionen des Kronberger Kreises im Frühjahr 1952 die Denkschrift Wehrbeitrag und christliches Gewissen zur Frage der Wiederbewaffnung. Dort wurde die Wiederbewaffnung zwar nicht direkt befürwortet, aber es wurde bestritten, dass ein Christ aus Gewissensgründen gegen die Wiederbewaffnung sein müsse; es sei vielmehr eine Gewissensentscheidung.

„Dem persönlichen Dafürhalten anheimgestellt, war das eine faktische Befürwortung der Wiederbewaffnung. Denn: Erstens verstanden dies alle Leute so, die wußten, welche Haltung dahinterstand, und zweitens widersprachen sie mit der Glaubensfreigabe denen, die vom christlichen Glauben her meinten, nein sagen zu müssen.“

Somit bildete der Kronberger Kreis im Protestantismus die Gegenposition zu der von Martin Niemöller, Helmut Gollwitzer und Karl Barth vertretenden Vorstellung eines entmilitarisierten neutralen Deutschlands zwischen den beiden Machtblöcken.
In der weiteren Zukunft verzichtete der Kreis jedoch auf ähnlich öffentlich wirksame Maßnahmen und beschränkte sich auf seine Arbeit als Diskussionszirkel und leistete politische Lobbyarbeit. In seiner Wirkung war der Kronberger Kreis ein „innerevangelischer, aktiver und wirkungsmächtiger Zirkel, der für den Nachkriegsprotestantismus zur Anpassungsagentur an die politischen Gegebenheiten der Bundesrepublik und an die ideellen Strömungen in der westdeutschen Gesellschaft wurde.“
Dem elitären, nur durch Kooptation ergänzten Kreis, gehörten protestantische Theologen, christdemokratische Politiker und Unternehmer an, jedoch weder Wissenschaftler, Künstler und Kulturschaffende noch Frauen. Neben den drei Gründern wären u. a. folgende Personen zu nennen: Friedrich Ernst, Otto A. Friedrich, Heinrich Giesen, Kai-Uwe von Hassel, Volkmar Herntrich, Heinrich Kost, Ernst Lemmer, Hans Meinzolt, Edo Osterloh, Robert Pferdmenges, Hans Puttfarcken, Axel Seeberg, Gerhard Stoltenberg, Helmut Thielicke, Robert Tillmanns, Wolfgang Trillhaas, Fritz von Waldthausen, Hans Hermann Walz, Hermann Weinkauff und Richard von Weizsäcker.